# 2006年恆春地震
2006年恆春地震，發生在2006年12月26日UTC12時25分（台灣時間20時25分）。震央位於北緯21.89度、東經120.56度、即台灣中央氣象局屏東恆春地震站西偏南方22.89公里的呂宋海峽（巴士海峽）海域錄得芮氏規模6.7級（ML）、深度21.9公里的地震。數天後規模修正為芮氏地震規模6.8(ML)，震央位於北緯21.94度、東經120.56度、深度40.67公里。日本氣象廳、太平洋海嘯警報中心、香港天文台定這次地震的規模為芮氏地震規模7.2。美國地質局則定為矩震級7.1（MW）。氣象局副局長辛在勤表示這次地震是台灣西南外海百年以來錄得最強的地震。
氣象局後來有對此次地震做修正，原來芮氏規模6.8提升到7.0。發生時間2006年12月26日20時26分21.0秒，震央位置在北緯21.69度、東經120.56度震源深度為44.1公里。在20時34分15.1秒時又發生芮氏規模7.0，位置在北緯21.97度、東經120.42度震源深度為50.2公里。
這次地震在台灣造成輕微的人命傷亡和建築物損毀，但嚴重的災情在於造成多條海底電纜中斷，導致東亞區內互聯網、國際電話服務受阻。聯合國國際減災策略署（ISDR）主任布里斯諾形容此次地震損害海底電纜為現代新型態災難，對經濟及社會的衝擊極為沉重，並表示將與國際電信聯盟（ITU）全面提升海底電纜的抗震標準。

## 歷次餘震
地震發生後，區內再發生多次餘震，當中達規模5或以上的如下：
| 編號 | 時間                        | 地點                                                         | 規模ML | 深度     |
| ---- | --------------------------- | ------------------------------------------------------------ | ------ | -------- |
| 1    | 2006年12月26日UTC12:26:21.0 | 北緯21.69度、東經120.56度 即屏東墾丁地震站西南方44.1公里     |        | 44.1公里 |
| 1    | 2006年12月26日UTC12:34:15.1 | 北緯21.97度、東經120.42度 即屏東恆春地震站西方33.1公里       |        | 50.2公里 |
| 2    | 2006年12月26日UTC12:40      | 北緯21.94度、東經120.4度 即屏東恆春地震站西方35.4公里        |        | 25.0公里 |
| 3    | 2006年12月26日UTC14:53      | 北緯21.86度、東經120.39度 即屏東恆春地震站西偏南方39.8公里   |        | 25.0公里 |
| 4    | 2006年12月26日UTC15:41      | 北緯22.09度、東經120.22度 即屏東小琉球地震站南偏西方31.6公里 |        | 23.0公里 |
| 5    | 2006年12月26日UTC17:35      | 北緯21.78度、東經120.31度 即屏東恆春地震站西偏南方50.4公里   |        | 32.6公里 |
| 6    | 2006年12月27日UTC02:30      | 北緯22.03度、東經120.33度 即屏東小琉球地震站南方35.1公里     |        | 28.0公里 |
| 7    | 2006年12月28日UTC10:38      | 北緯21.96度、東經120.56度 即屏東恆春地震站西偏南方19.1公里   |        | 54.5公里 |

此外，還有三個芮氏地震規模4.7、一個芮氏地震規模4.1的餘震。

## 直接影響

### 台灣
此次地震，全島皆能感受不同震度的搖晃。位於高雄市小港區的中油大林煉油廠在地震後冒煙，一度懷疑和地震有關，但廠方否認和地震有關。
唯一的死亡事件是屏東縣恆春鎮正興家具行倒塌，一戶11口家庭有8人遭活埋，其中2人死亡。家具行老闆曾在第一次震動後逃離現場，但其後折返，結果家具行在隨後的規模7.0第二次主震倒塌。而位於縣內二級古蹟恆春古城在地震後城垣上的城垛（亦即女兒牆）共倒了15座。
位於屏東縣墾丁國家公園的台電核三廠因震波產生的加速度過大，導致二號反應爐的警報響起。經人員緊急手動停機後，只有一號反應爐仍在運作、幸未釀重大事故。另外恆春地區約三至四千戶電力中斷。

### 中國大陆
在福建省廈門，很多人從家中和辦公室走到街上空曠地方，不少人打電話向地震部門查詢。此外，福建、廣東沿岸（包括福州、漳州、广州、汕头等地）都有震感，其中深圳经历史上最强震感。有感地震還遠及至江西（九江、南昌、赣州等）甚至武漢、南京。
而在香港，據回報各區均有民眾感到地震。多處地方也有市民走到街上暫避。當中深水埗警署更需要開放停車場安置居民。元州街有兩幢相連的大廈，出現約5吋闊的裂痕。
香港天文表示，這次地震在香港的烈度為修定麥加利地震烈度表的第三至四度。

## 海嘯

### 台灣
在本次地震初次測得完整的海嘯波動，海嘯水位變動僅有25公分，第一次水位抬升15分後發生餘波，一小時之內共量得四次餘波，但沒有發生災害。

### 香港
這次是香港天文台制定海嘯報告和警告系統後首次發出了海嘯報告。 天文台又指是次地震強度測得黎克特制7.2，且強調不會對香港構成顯著的影響。

### 菲律賓
菲律賓東部錄得約1米高的海嘯。但隨後該地政府宣布海嘯不會發生。

### 越南
地震發生後，越南當局呼籲沿岸一千五百多公里地區（廣平省中部至金甌省南部之間）之居民避難。但該警報在一小時後解除。日本氣象廳表示，太平洋發生海嘯的可能性已降低。

## 國際電訊服務中斷

震央與海底電纜的位置。

這次地震發生的呂宋海峽是多條國際海底電纜的樞紐，距離屏東縣枋山鄉的海纜登陸站不遠。 因此這場地震和繼後的餘震造成了海底電纜故障，影響了台灣、日本、中國大陆及韓國之間的電訊服務以及這些地區連到美國、英國的電訊服務。
這次通訊中斷，亦導致跨國金融服務公司無法連接海外電子交易系統，銀行間外匯交易無法進行，造成難以估算的經濟損失。受影響的海底電纜包括：
- 中美海缆於台灣時間12月26日20時25分距离台湾枋山登陆站在9.7公里左右中断；
- （SEA-ME-WE 3）于12月26日20時25分距离台湾枋山登陆站於9.7公里左右中断；
- （APCN 2）S7于12月27日00時06分距离台湾淡水登陆站904公里左右中断；
- S3于12月27日02時00分距离崇明登陆站2100公里左右（靠近台湾处）中断；
- 環球海底光纜（FLAG）亚太系统于12月26日20時43分在韩国到香港段中断；
- 環球海底光纜亚欧段于12月27日04時56分在香港到上海段中断；
- 亞太海纜一號（APCN 1）
- FNAL海纜

以及多條國際海底通訊光纖電纜在台灣以南15公里的海域發生中斷。當時僅有亞太光纜二號（APCN 2）及法新歐亞三號（SEA-ME-WE 3）北段尚可繼續通信。至於不足的語音電話及長途電話等，則暫以中新一號衛星支援。

### 台灣
台灣主要的電訊公司中華電信表示，受到地震影響，台灣南部沿岸的海底電纜受到破壞，因此台灣通往中國大陆及東南亞部份國家的長途電話服務均受影響。
經過搶修以及與各國協調後，中華電信於2006年12月27日UTC時間6時修復部份語音通話系統功能；中國大陆、加拿大及美洲近乎正常（詳細數值待公布），日本則由同日3時的11%提升至30%。此外，堪用的電纜只剩亞太光纜二號及法新歐亞三號往北線路。
12月28日，台灣方面表示已經修復15%的電纜，預計要需時3星期才會完全修復完畢。與美國的IDD接通成功率已由40%提升到70%、日本由30%提升至70%、中國大陆由10%提升至55%，香港30%，歐洲國家也提升至60%以上。影響最嚴重的東南亞國家，新加坡已達55%、泰國40%、印尼、馬來西亞22%，中華電信將持續調度路由改善。
數據電路部分，經與國外電信業者聯繫調度，當地時間28日中午以前所有到香港、新加坡及主要的東南亞國家的數據電路都已支援完畢。

### 中国大陆
中国电信集团表示，中国通往美国和欧洲的线路都遭到破坏。但Google仍可连上，据说是Google公司租用电信頻寬来作数据转发，因而没受影响；MSN无法登入，因此也有網民使用QQ代替MSN，其他的外国网站均无法打开，使欲申请留学的中国学生无法登陆外国网站提交申请表而影响申请学籍。估计这种情况会持续几天，因为还要讨论先修复哪条光缆，及还有餘震，修理船难以靠近损坏的海底光缆。北京时间12月28日中国电信与中国网通相关人士均向新浪科技表示通过借道卫星通讯及欧洲陆路光缆部分国际网络访问的问题已经开始恢复，但暂时无法统计具体恢復比例。同日10时，中国网通方面表示经过与多个境外运营商的沟通合作，部分通讯业务已近基本恢复，与世界多数国家和地区的语音通信已经陆续恢复，受影响的托福考试网上报名也已恢复，将如期进行，而经海缆通往香港方面的专线已经全部恢复。此外受损最严重的中美互联网电路已经恢复约6GB的传输量。据媒体报道，因大部分私营网站的所有人无法登录外国服务器而无法续费，有上万個.COM域名因到期欠费而被抢注。但此说法亦遭部分专家及《中国日报》向CNNIC求证后的质疑，因域名到期后存在冻结期，域名因此实际丢失的概率很低，且CNNIC未向媒体作出“上千域名损失”的表态。

#### 香港地區
12月27日凌晨過後香港普遍出現無法連接海外的伺服器和網站。Google、雅虎、MSN、百度等主要搜尋及門戶網站以及一些受歡迎的網站如YouTube、Xanga、維基百科等都無法進入，即使能連上也速度緩慢，而即時對話系統Windows Live Messenger及ICQ也無法使用，Google提供的Gmail免費電郵信箱也不能登入。即使是維基百科也因為位於韓國的伺服器不能連接，曾經使用戶在上午的編輯出現困難，但到下午時連線已恢復，只是比平日的反應慢。
香港電訊管理局表示，這次海纜中斷是災難性的，有七條連接香港與外地的海纜受到影響，當中有六條斷裂，一條只維持有限度服務。他們呼籲市民如非必要，應避免瀏覽海外網站和撥打長途電話，以及使用流動電話的漫遊服務。而部分用戶則透過位於澳洲、泰國、阿拉伯聯合酋長國的代理伺服器成功連上海外網站。
12月27日入夜後，部分互聯網服務提供商（ISP）更改系統設定，改用其他不受影響的海底電纜，香港到台灣、日本、韓國、美國等地的互聯網局部陸續回復正常。有不少用戶就各ISP對災難應變的反應過慢表示失望，指稱作為供應商，應該有一套針對突發事件的應變措施。但亦有其他網民指：由於用戶在不能連線後不斷嘗試，才會使已經收窄了的頻寬承受着過大的壓力。
中華航空公司表示，受到網絡中斷影響，他們需改用人手辦理登記手續。12月28日，由香港到台北的CI616班機需要取消。不論金融業、旅遊業、航運業、進出口業、足球博彩、網吧等行業都大受影響。
12月28日，網上行、香港寬頻、有線寬頻均聲稱已經修復70%的互聯網服務，而台灣、韓國的網站均未如理想。然而，直到12月29日，很多網上行客戶表示仍需要代理伺服器才能上外國網站，部分更連本地網站都不能進入。網上行是香港最大的互聯網服務供應商，收費也是全港最高，不少人對他們的應變速度大感不滿，也有用戶以「網上行，一等收費，三等服務。」的詞句來表達他們的不滿。

12月30日，網上行聲稱已經陸續轉駁數據通訊和新增額外頻寬，網絡服務將會有顯著的進展。而香港電訊管理局表示，撥往台灣的國際直撥電話及漫遊服務，以及使用電話卡由本港致電海外的電話服務已恢復正常；撥往南韓的國際直撥電話及漫遊服務已恢復至正常水平的六成左右；使用電話卡由海外（台灣及日本除外）致電香港仍然嚴重擠塞；在數據服務方面，互聯網接駁整體上有若干改善，但大部分用戶仍遇上接駁速度緩慢的問題；本地電訊服務，以及與中國和澳門的通訊均屬正常。
2007年2月14日，香港電訊管理局表示收到電纜營運商的報告所有因地震受損的海底通訊電纜的維修工作完成。

#### 澳門地區
12月27日早上開始，澳門普遍地區出現無法連接海外的伺服器和網站。Yahoo、Google、MSN等主要搜尋及門戶網站以及維基百科等都無法進入，較香港的情況好一點，即使能連上載速度緩慢，而即時對話系統Windows Live Messenger、ICQ、QQ等均無法登入使用。到了下午及晚上，情況較為好轉，但也會出現短暫性中斷。

### 日本
日本KDDI表示，日本通往東南亞的國際電話受到影響。

### 韩国
韓國一間固網及寬頻服務供應商表示，六條海底國際電纜受地震影響，访问中国的网站速度变慢。
花旗银行与汇丰银行的职员透露，银行的国际金融业务无法进行

### 新加坡
新加坡的經紀表示，他們未能連接紐約商品交易所，進行石油期貨買賣。 

### 美国
在美国，Windows Live Messenger、AIM、Yahoo! Messenger等各大聊天系统都没有受到任何大幅度的影响，但在美国的QQ用户却遭受了不少登入的麻烦，不少用户表示无法登入，或者常常断线的现象。而访问从美国访问中国网站其中包括MSN中国、雅虎中国、百度等无法登入，相反台湾、香港、澳门，甚至部分东南亚站点可正常访问。美东时间29日凌晨已经有网民表示部分站点已经可以访问，但感觉不是非常稳定。就以QQ的官网作为例子，起初可以正常访问是的该站的子域名，后面主站在多次刷新后也可以正常访问。

## 外部連結
- 主震，美國地質局